# Diana Alina Nemes
Diana Nemes este medic generalist, psihoterapeut integrativ, terapeut Neurofeedback și co-fondatoare a Institutului BrainMap Neuroscience din România. Este cunoscută pentru contribuțiile sale în domeniul neuroștiințelor aplicate și pentru promovarea terapiilor complementare, precum tehnologia BrainMap și terapia Neurofeedback.

## Educație și formare
Diana Nemes a absolvit Facultatea de Medicină din cadrul Universității de Medicină și Farmacie din Târgu Mureș. Este membră în Colegiul Medicilor din România și în Colegiul Psihologilor din România. Și-a continuat formarea profesională prin specializări în psihologie, neurofeedback, homeopatie și terapia Bowen, dobândind certificări internaționale în aceste domenii. A urmat cursuri la Institut für EEG-Neurofeedback (IFEN) din Germania și este acreditată de Academia Bowtech din Australia ca terapeut Bowen.

## Carieră medicală și terapeutică
După absolvirea studiilor medicale, Diana a activat în industria farmaceutică. Ulterior, s-a orientat către terapii complementare și neuroștiințe, integrând terapii moderne cu baze științifice, precum neurofeedback și analiza BrainMap. A lucrat atât ca psihoterapeut integrativ, cât și ca terapeut Bowen, acumulând o experiență de peste 20 de ani în lucrul cu sănătatea umană. În 2019, a fondat împreună cu Alina Robu Institutul BrainMap Neuroscience, un centru dedicat evaluării și intervenției neurofiziologice, fiind pionieri în acest domeniu. 

## Activitate profesională
Diana Nemes lucrează de peste 20 de ani în domeniul sănătății umane. Folosește tehnologii precum NeuroFeedback, BrainMap și Fotobiomodulație pentru o serie de afecțiuni, printre care: anxietate, depresie, ADHD și tulburări de somn. Are o abordare integrativă și interdisciplinară a sănătății mintale, combinând medicina clasică, neuroștiințele și psihoterapia. A publicat împreună cu Alina Robu volumul „Neurofeedback Plus” la editura Revista Timpul. Cele 3 cărți ( Tratarea depresiei, Eliminarea atacurilor de panică și Vindecarea anxietății) descriu efectele terapiei NeuroFeedback Plus în tratarea afecțiunilor menționate.

## Contribuții științifice
În anul 2025, Diana Nemes, in colaborare cu Alina Robu au publicat o serie de articole științifice în International Journal of Scientific Development and Research, în care au documentat eficiența intervențiilor neurotehnologice multimodale (qEEG neurofeedback, fotobiomodulare cerebrală, biofeedback coerent cardio-creier) în patru domenii cheie:
- Longevitate sănătoasă – Robu, A., & Nemes, A. D. (2025). Impact of a multimodal neurotechnological intervention on physiological and neurocognitive markers of healthy longevity.[12][13]
- Performanță academică la copii 11–15 ani - Robu, A., & Nemes, A. D. (2025). Enhancing attention and academic performance through neurotechnological interventions.[14][15]
- Productivitate și focus la antreprenori – Robu, A., & Nemes, A. D. (2025). Brain fitness for business success.[16][17]
- Claritate mentală și performanță în echipe corporatiste – Robu, A., & Nemes, A. D. (2025). Increasing mental clarity, decision-making speed and team performance in corporate settings.[18][19]

## Prezență media și conferințe
Diana Nemes a participat în emisiuni de televiziune și podcasturi cunoscute, în care a discutat despre neuroștiință, sănătate mintală și autoreglarea creierului, printre care:
- "I Like IT" (ProTV)
- I Think cu Iusti Fudulu, unde a vorbit despre creierul din inimă
- "Acasă la Măruță", unde a prezentat din cazurile cu care s-a confruntat de-a lungul timpului
- "Fain & Simplu" cu Mihai Morar, unde a vorbit despre cum gândurile influențează sănătatea fizică
- Podcastul Dr. Cezar, locul în care a detaliat tehnologiile neuroștiințifice pe care le folosește

De asemenea, a fost invitată la conferințe precum „Fain & Simplu LIVE” de la Iași, unde a vorbit despre neuroplasticitate și armonizarea proceselor cognitive și emoționale.
Din 2024, realizează împreună cu Alina Robu podcastul „Chiar și Așa”, în care discută despre neuroștiință și dezvoltare personală cu invitați din domenii conexe, aducând un plus de psihoeducație în România. Bruce Lipton, biolog celular și autorul cărții „Biologia credinței” a fost invitat pentru a le vorbi românilor despre puterea gândurilor și a percepțiilor asupra sănătății. Thomas Feiner, unul dintre pionierii neurofeedback-ului în Europa a vorbit despre neurofeedback și sănătatea mintală într-un alt episod al podcast-ului. Mihaela Tatu și Ana Morodan au discutat despre sănătatea mintală din România, iar dr. Cristian Andrei a împărtășit din vasta sa experiență ca psiholog și psihiatru.